# Rio Cottica
Rio Cottica é um rio localizado no nordeste do Suriname, abrangendo os distritos de Marowijne e Commewijne.
O rio nasce na região ao sul de Moengo, atravessa essa localidade e, mais adiante, desvia seu curso para oeste, desaguando no rio Commewijne nas proximidades de Fort Sommelsdijk. O Commewijne, por sua vez, junta-se ao rio Suriname antes de alcançar o oceano Atlântico. A bacia hidrográfica do rio Cottica cobre uma área de aproximadamente 2 900 quilômetros quadrados.
O rio Cottica recebe diversos afluentes ao longo de seu curso. Pela margem direita, desembocam vários igarapés e pequenos cursos d'água, entre os quais se destaca o rio Coermotibo. Pela margem esquerda, o principal afluente é o rio Perica, que contribui significativamente para o volume do Cottica. Ainda na margem direita, localizava-se a antiga povoação de Ephrata. Já na foz do rio, encontra-se Fort Sommelsdijk, que originalmente funcionou como um posto militar; em 1926, porém, restava ali apenas um posto policial no local.